# Virieu
Virieu là một xã thuộc tỉnh Isère, trong vùng Rhône-Alpes ở đông nam nước nước Pháp. Xã này nằm ở khu vực có độ cao từ 384-775 mét trên mực nước biển. Theo điều tra dân số năm 1999 của INSEE, xã có dân số 940 người. It is also called Virieu-sur-Bourbre.
Sông Bourbre tạo thành phần lớn ranh giới phía tây thị trấn.

## Liêt kết ngoàis
- Mairie de Virieu, Trang mạng chính thức
- Chateau de Virieu, official site Lưu trữ ngày 14 tháng 4 năm 2010 tại Wayback Machine